# 2-クロロエタノール
2-クロロエタノール(2-Chloroethanol)はグリセリンと同じくかすかにエーテルに似た甘い臭いを持つ無色液体の化学物質である。2-クロロエタノールは水と均一に混和する。2-CEとも記載される。
別名として2-クロロ-1-エタノール、2-モノクロロエタノール、2-ヒドロキシエチルクロリド、β-クロロエタノール、β-ヒドロキシエチルクロリド、クロロエタノール、δ-クロロエタノール、エチルクロロヒドリン、エチレンクロロヒドリン、グリコールクロロヒドリンあるいはグリコールモノクロロヒドリンとも呼ばれる。
2-クロロエタノールはエチレンと次亜塩素酸とから製造される。
2-クロロエタノールはおもに酸化エチレンの製造に利用され、他にも染料、医薬品、殺菌剤や可塑剤の合成原料として利用される。あるいはチオジグリコールの製造にも利用される。酢酸セルロースやエチルセルロース、繊維のプリント染料、脱蝋、ロジンの精製、松リグニンの抽出、ドライクリーニング等の溶媒としても利用される。
2-クロロエタノールの流通量は少量である。それは容易に製造できるため、購入したり貯蔵するよりは需要に応じて製造される。

## 毒性
アメリカ合衆国の緊急計画及び地域の知る権利に関する法律（42U.S.C.11002）のセクション302で定義される極めて危険有害な物質の一覧に掲載されている。
2-クロロエタノールは強い毒性を持ち、濃い蒸気を吸引すると死に至ることがある。また、2-クロロエタノールは皮膚より吸収され、中枢神経、循環器、腎臓あるいは肝臓に障害を引き起こす。2-クロロエタノールは肺や目に対して刺激性が強い。そして、引火や爆発の恐れがある。毒物及び劇物取締法により劇物に指定されている。法律上の名称は「エチレンクロルヒドリン」。
発がん性を示すエチレンオキシド（EO）の中間体等として存在する関係上、アメリカやカナダ、EUなどで規制がある。

## 註・出典
1. 1 2  食品安全情報（化学物質）No. 19/ 2021（2021. 09. 15）別添  サイト:国立医薬品食品衛生研究所
2. ↑  毒物及び劇物取締法 昭和二十五年十二月二十八日 法律三百三号 第二条 別表第二